# Lucas Kimeli Rotich

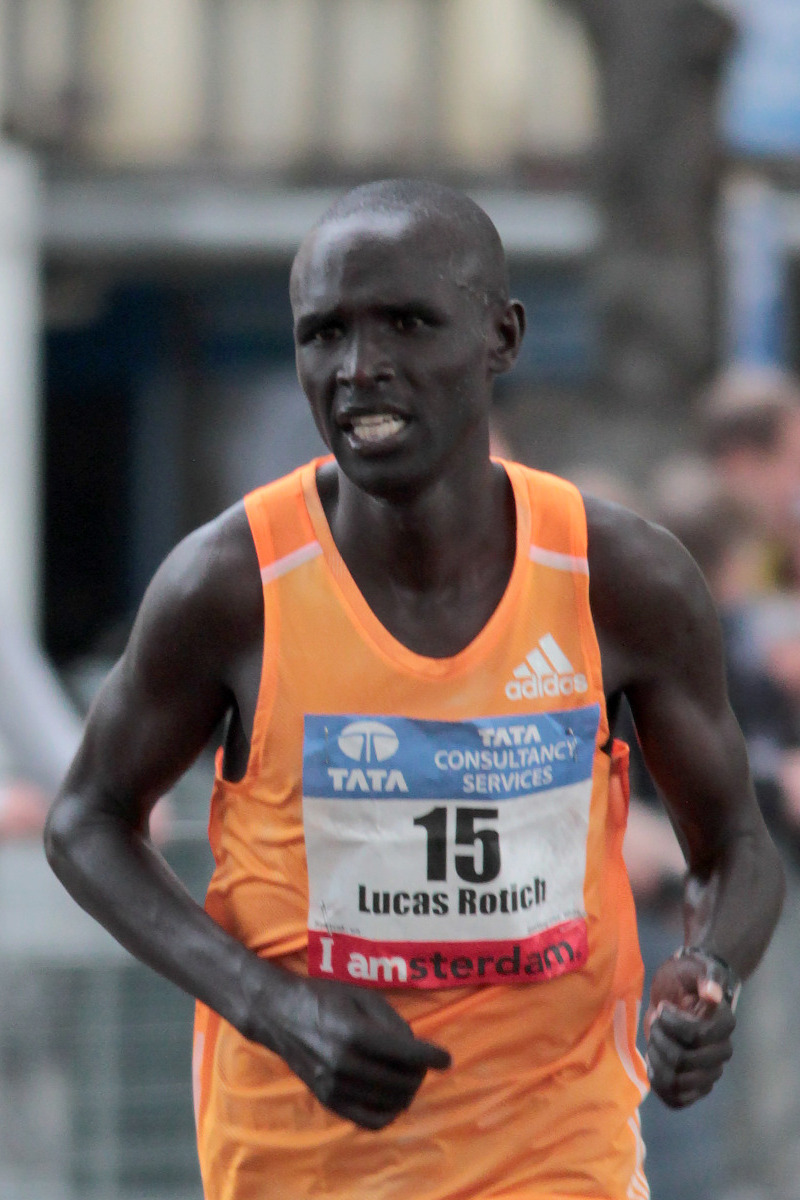
Lucas Rotich in Amsterdam 2014

Lucas Kimeli Rotich (* 16. April 1990) ist ein kenianischer Langstreckenläufer.
Rotich gewann bei den Leichtathletik-Jugendweltmeisterschaften 2007 in Ostrava die Silbermedaille im 3000-Meter-Lauf. Bei den Crosslauf-Weltmeisterschaften 2008 in Edinburgh belegte er im Juniorenrennen den dritten Rang und siegte mit der kenianischen Mannschaft in der Nationenwertung. Zwei Jahre später erreichte er bei den Crosslauf-Weltmeisterschaften in Bydgoszcz den 18. Platz. Bei den Bislett Games in Oslo stellte er im 5000-Meter-Lauf mit 12:55,06 Minuten eine persönliche Bestleistung auf.
Seit 2011 startete Rotich auch vermehrt bei Straßenläufen. Bei seinem Debüt auf der Halbmarathondistanz belegte er beim CPC Loop Den Haag in 59:44 Minuten den fünften Platz. Im selben Jahr gewann er das Falmouth Road Race und wurde beim Beach to Beacon 10K und beim Portugal-Halbmarathon in Lissabon jeweils Zweiter. Darüber hinaus erzielte er beim Memorial Van Damme in Brüssel mit 26:43,98 Minuten hinter dem Äthiopier Kenenisa Bekele die zweitbeste Zeit des Jahres im 10.000-Meter-Lauf.
2015 gewann er den HASPA-Marathon in Hamburg in 2:07:17 h.